# 威奢乡
威奢乡，是中华人民共和国贵州省毕节市赫章县下辖的一个乡镇级行政单位。

## 行政区划
威奢乡下辖以下地区：
山泉村、渔塘村、山英村、迎春村、田坝村、小营村、迎水村、大营村、大寨村、中营村和营盘村。